# Ting Li-žen
Ting Li-žen (čínsky pchin-jinem Dīng Lìrén, znaky 丁立人; * 24. října 1992) je čínský šachový velmistr a v letech 2023–2024 mistr světa v šachu.
Dne 6. června 2009 se stal nejmladším šachistou, který kdy vyhrál mistrovství Číny v šachu, a v říjnu téhož roku se stal velmistrem. V srpnu 2015 se dostal do první světové desítky hráčů podle ratingu Elo FIDE. V červnu 2016 byl první na světovém žebříčku hráčů bleskového šachu.
K cestě na absolutní vrchol Tingovi pomohly mimořádné souhry okolností. V roce 2022 se umístil druhý na turnaji kandidátů, kam nastoupil náhradou za Sergeje Karjakina, vyloučeného za podporu ruské invaze na Ukrajinu. A vzhledem k tomu, že dosavadní mistr světa Magnus Carlsen už neměl zájem obhajovat svůj titul, nastoupil Ting Li-žen v roce 2023 k zápasu o titul mistra světa proti vítězi turnaje kandidátů Janu Něpomňaščimu taktéž jako náhradník. Zápas na 14 partií skončil nerozhodně 3 : 3 při osmi remízách. Proto se hrály další čtyři partie tempem rapid, v nichž Ting zvítězil poměrem 1 : 0 při třech remízách, a stal se tak mistrem světa v šachu, prvním nositelem tohoto titulu čínské národnosti.
Již v následujícím roce ho k obhajobě vyzval o 13 let mladší Dommaradža Gukeš z Indie. Po 13 ze 14 klasických her turnaje byl stav vyrovnaný. V poslední hře před případnými rapid partiemi však Ting vyrobil nečekanou hrubku a nakonec se musel vzdát. Titul tak získal Gukeš, který se tím stal nejmladším nesporným šachovým mistrem světa v historii.